# Tipula (Acutipula) cypriensis
Tipula (Acutipula) cypriensis is een tweevleugelige uit de familie langpootmuggen (Tipulidae). De soort komt voor in het Palearctisch gebied.